# Aleucanitis mongolica
Aleucanitis mongolica är en fjärilsart som beskrevs av Otto Staudinger 1896. Aleucanitis mongolica ingår i släktet Aleucanitis och familjen nattflyn. Inga underarter finns listade i Catalogue of Life.